# G. Schaub Apparatebau

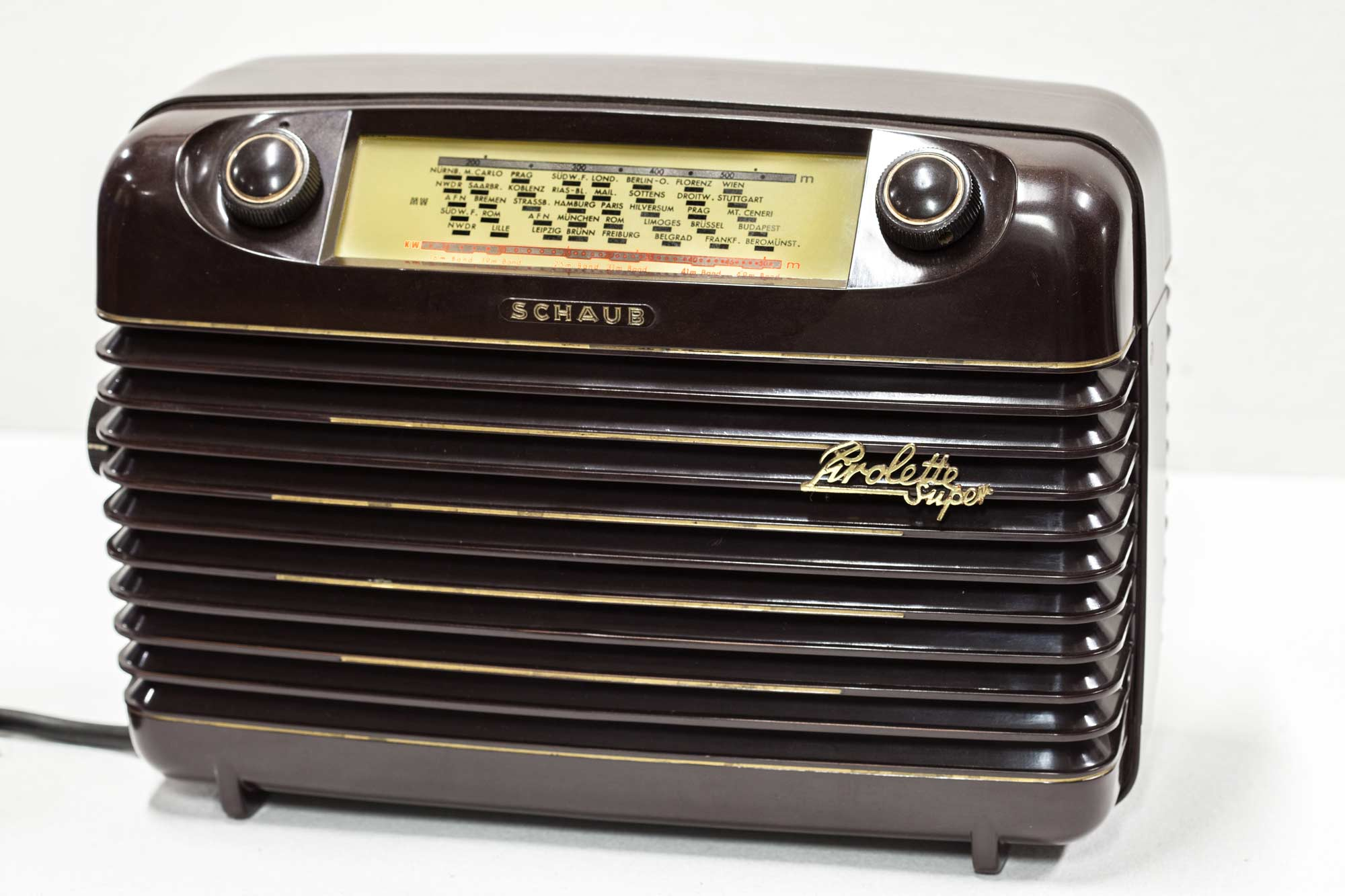
Rundfunkempfänger Schaub „Pirolette Super“ von 1951

Die G. Schaub Apparatebau-Gesellschaft m.b.H. war ein deutscher Hersteller von Elektrogeräten, der sich vor allem auf den Bau von Röhrenempfängern spezialisiert hatte. Die Selbständigkeit der 1921 in Berlin-Charlottenburg gegründeten und 1934 nach Pforzheim umgezogenen Firma endete 1940 mit ihrer Übernahme durch die C. Lorenz, einer Tochter der amerikanischen International Telephone & Telegraph (ITT). Die Firma wurde mit ihrer Marke „Schaub“ zunächst eigenständig weitergeführt. Beim Wiederaufbau in der Nachkriegszeit wuchsen jedoch die Abteilungen von Mutter- und Tochtergesellschaft immer weiter zusammen und im Oktober 1954 ging G. Schaub Apparatebau vollständig in der C. Lorenz AG auf.
Bei der 1958 in Stuttgart gegründeten Nachfolgerfirma Standard Elektrik Lorenz (SEL) blieb der Name „Schaub-Lorenz“ als Marke für Unterhaltungselektronik bis 1979, unter Führung des Konzerns abgewandelt zu ITT Schaub-Lorenz sogar bis Ende des Jahres 1987 erhalten. Nachdem ITT zahlreiche Beteiligungen einschließlich der SEL in den neu gegründeten Telekommunikationskonzern Alcatel N.V. eingebracht hatte, wurde die ITT-Audio-Video-Elektronik Anfang 1988 an die finnische Nokia verkauft. Die Schaub-Lorenz-Marke wurde von Nokia nicht länger verwendet und nach etwa 15 Jahren gab sie die Produktion von Unterhaltungselektronik auf, um sich ganz auf mobile Telekommunikation zu konzentrieren.
Die spätere Verwendung der Marke, in den letzten Jahren vor allem für Haushaltsgeräte, geht auf den Verkauf der Namensrechte im Jahr 1999 zurück.

## Firmengeschichte

### Gründerjahre

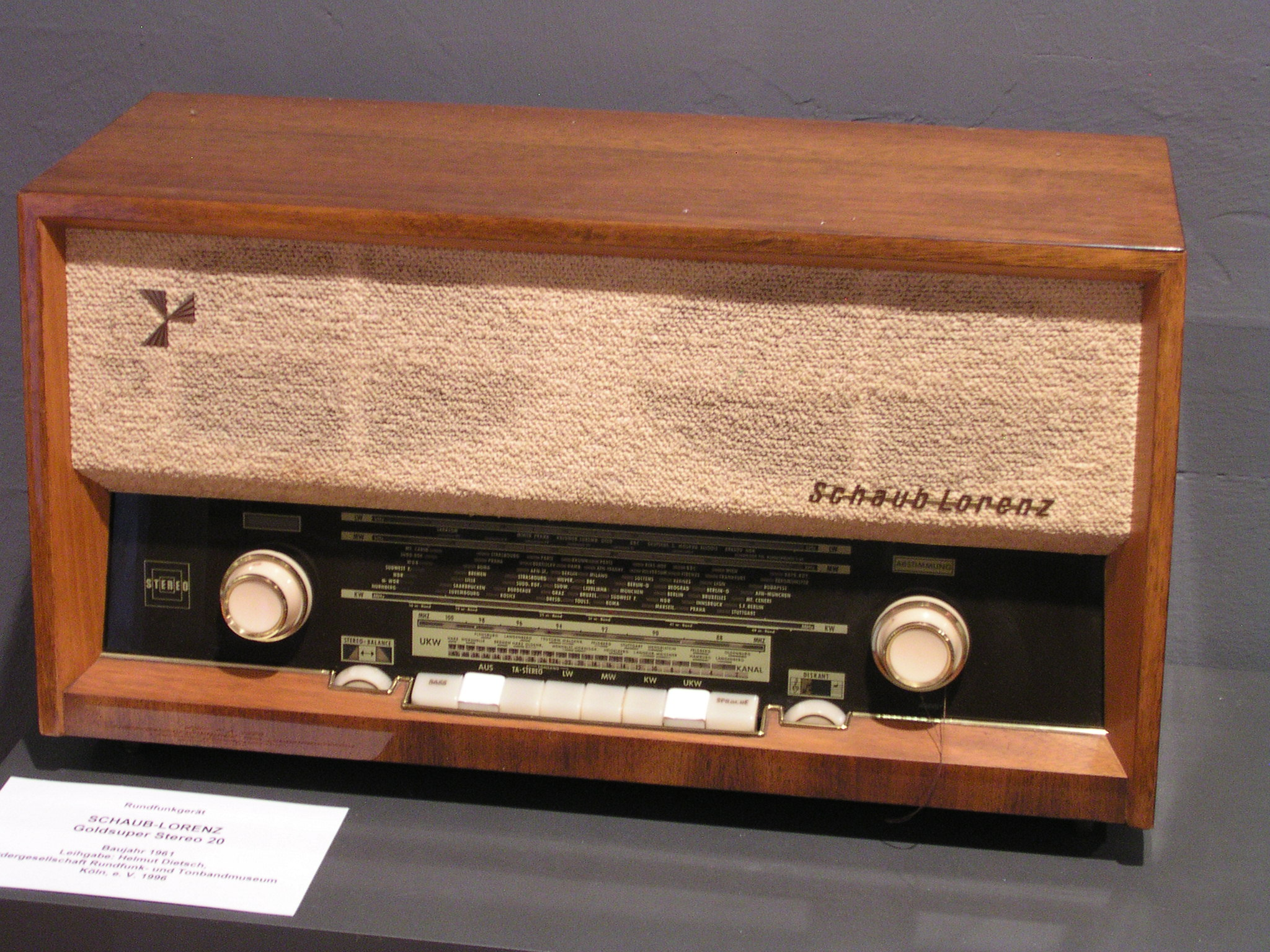
Schaub-Lorenz „Goldsuper Stereo 20“, Baujahr 1961

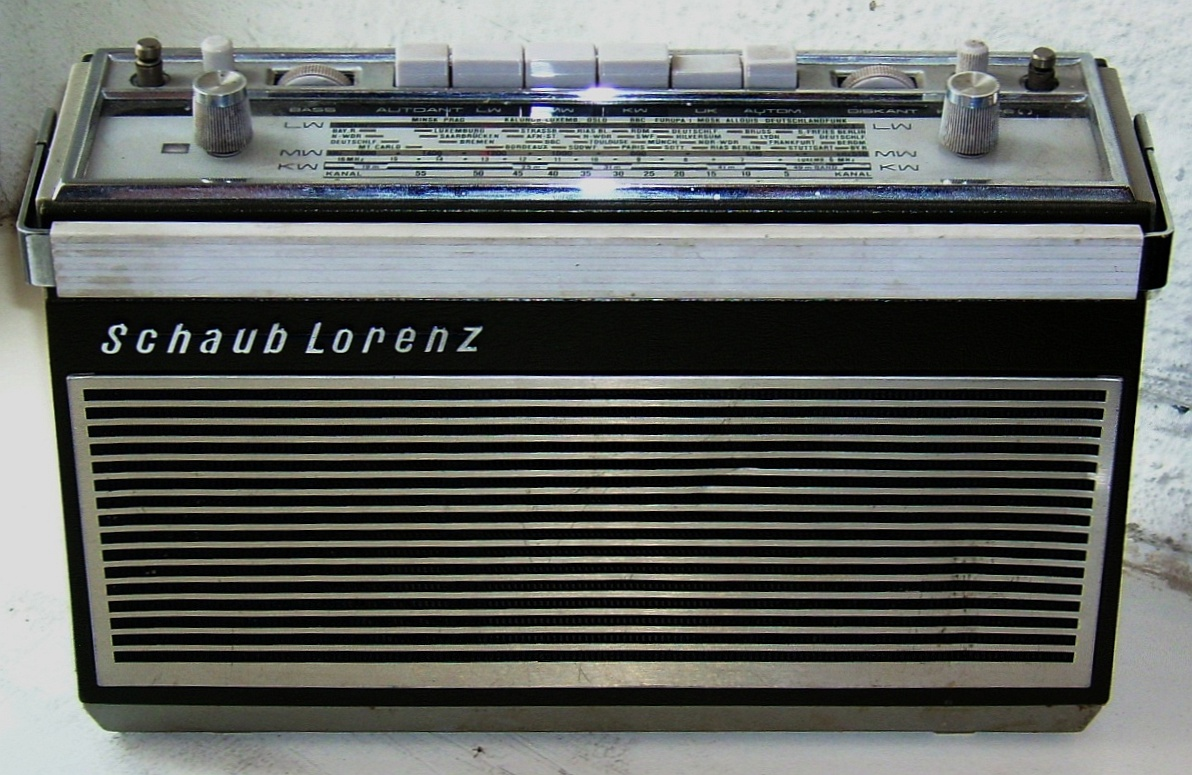
Kofferradio Schaub-Lorenz

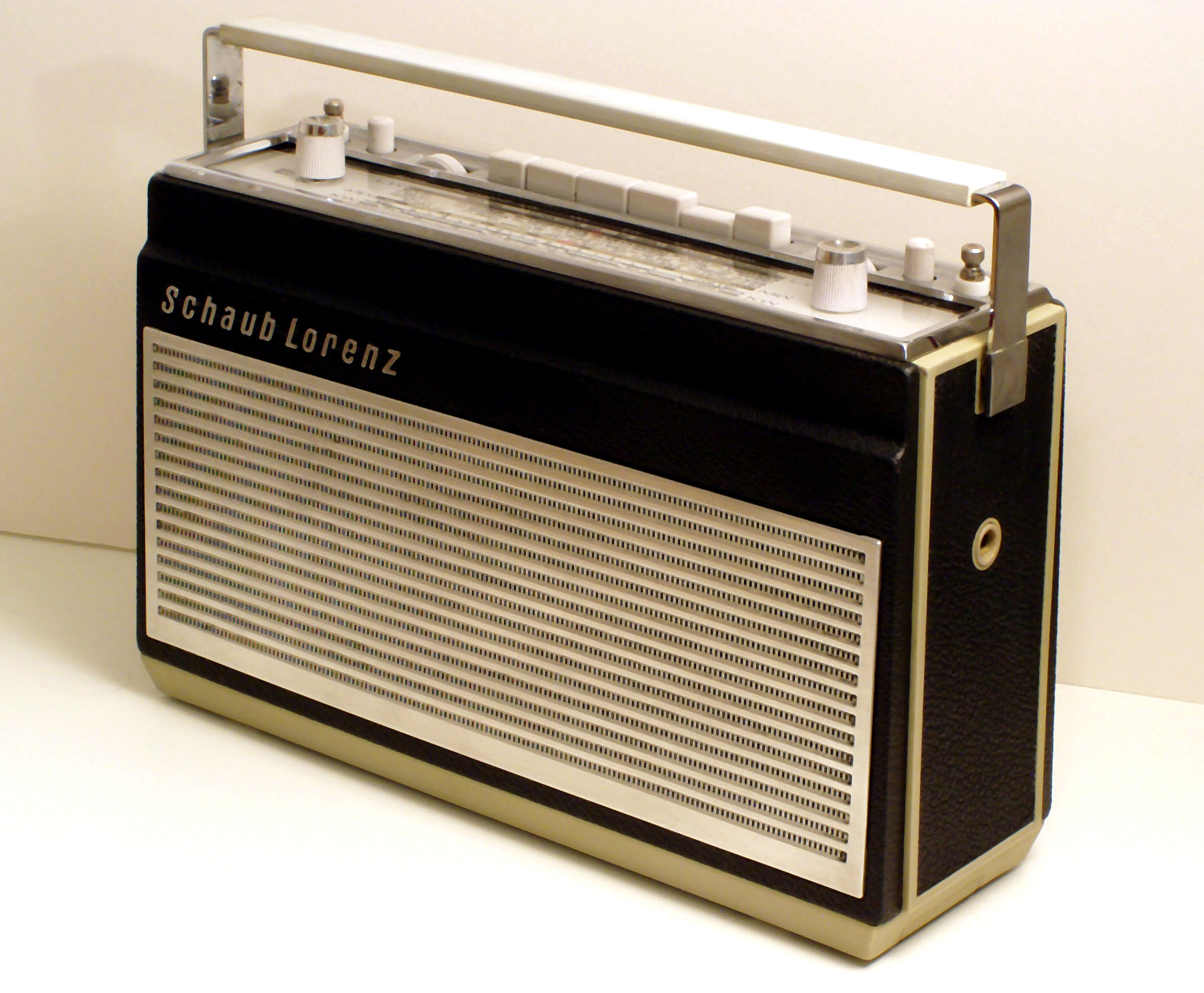
Kofferradio Schaub-Lorenz „Touring 60 Universal“

Im Jahr 1921 gründete der Erfinder und Elektropionier Georg von Schaub in Berlin-Charlottenburg die G. Schaub Elektrizitätsgesellschaft m.b.H. Er selbst übernahm die technische Leitung des Betriebes, um in den ersten beiden Jahren selbst entwickelte Detektorempfänger zu produzieren. Es handelte sich dabei um einfache Geräte zum Empfang der ersten Hörfunksendungen, die über Kurz-, Mittel- oder Langwelle amplitudenmoduliert ausgestrahlt wurden. Danach begann er mit dem Bau von elektronenröhrenbestückten Empfangsgeräten.
Ab Oktober 1925 änderte Georg von Schaub den Namen seines Unternehmens auf G. Schaub Apparatebau-Gesellschaft mbH. In Serie produzierte er nunmehr Radios, ab 1928 den Überlagerungsempfänger Superhet U 8 und ab 1932 eine fortentwickelte Version des Superhets in Modellvarianten, den Super 33. Dieser war mit Kurzwellenteilen ausgestattet. Der Betrieb florierte und sein Gesamtmarktanteil von 4,5 % hievte das Unternehmen in die Liga der großen Hersteller. In den folgenden zwei Jahren sank der Anteil am Umsatz mit Rundfunkempfängern (ohne Volksempfänger) aber wieder ab und erreichte 1934/35 etwa 3,3 Prozent.
Mitte des Jahres 1934 wechselte von Schaub den Standort und nahm in einer aufgelassenen Maschinenfabrikhalle in Pforzheim-Dillweißenstein Sitz.
1936 wurde die Stadt Pforzheim Mitgesellschafter. Der bisherige Direktor Rudolf Friedheim verließ das Unternehmen und konnte auswandern. Am 1. April 1936 trat der städtische Baurat Kurt Hertenstein als alleiniger Geschäftsführer in das Unternehmen ein. 1937 präsentierte das Unternehmen den „591Dyn“, einen optisch überzeugenden Einkreis-Geradeausempfänger mit seinerzeit hervorragender Tonqualität, was mit einem dynamischen Lautsprecher, einer Gegenkopplungsschaltung im NF-Verstärker und einem großräumigen Holzgehäuse bewirkt wurde. Der „Super 229 II“ als Folgeprodukt erhielt den Namen „Spitzkühler“.

### Verlust der Selbständigkeit
1940 positionierte sich die in Berlin ansässige C. Lorenz AG und schickte sich an, Schaubs hochproduktive Apparatebau-Firma zu übernehmen, um die Entwicklung und Herstellung von Rundfunkempfängern voranzutreiben. Der Übernahme spielte in die Karten, dass Schaubs Unternehmen teilstaatlich war und damit gut Einfluss seitens der zentralistisch in Berlin gebündelten Machtstruktur des Dritten Reiches genommen werden konnte. Berlin verlangte nach Aufrüstung der Wehrmacht, weshalb eine Fusion der beiden Firmen für die Rüstungsproduktion gelegen kam. Ab 1941 wurden keine funktechnischen Geräte für den zivilen Bedarf mehr hergestellt. Es heißt unter anderem, das Standard-Laboratorium G. Schaub GmbH in Pforzheim habe eine größere Rolle in der Produktion und Weiterentwicklung der Geräte für das von Johannes Plendl auf Basis des Lorenz-Landesystems entworfene X-Verfahren gespielt, das zur Verbesserung der Genauigkeit des Zielanflugs vor allem in den Bombern des Kampfgeschwader 100 „Wiking“ zum Einsatz kam. Im Rahmen des sogenannten „Ausländereinsatz“ wurden im Verlauf des Zweiten Weltkriegs auch zunehmend Zwangsarbeiter in der Produktion eingesetzt. Der Luftangriff auf Pforzheim am 23. Februar 1945 zerstörte kurz vor Kriegsende den Industriestandort Dillweißenstein nahezu vollständig.
Nach Kriegsende musste das Unternehmen mit lediglich 50 Mitarbeitern den Wiederaufbau beginnen. Die amerikanische Besatzungsmacht erlaubte zunächst lediglich Reparaturarbeiten an elektrischen Aggregaten, lockerte die Voraussetzungen für einen wirtschaftlichen Aufschwung aber bereits im Folgejahr. Schaub begann wieder zu fertigen und brachte neben dem Vorkriegssortiment den Zweikreiser auf den Markt. Die Belegschaft stieg bis 1949 auf 800 Mitarbeiter. Lorenz andererseits hatte in West-Berlin mit der Berlin-Blockade zu kämpfen, da der Güterverkehr mit den westlichen Besatzungszonen unterbrochen worden war. Die Firma musste auf den restaurierten Standort Schaubs in Pforzheim ausweichen. Ab 1950 wurde ausschließlich dort produziert. Zur verwaltungstechnischen Vereinfachung verlegte das Unternehmen seinen Sitz nach Stuttgart. Ab 1952 verzahnte man das technische Typenprogramm der beiden Firmen und gliederte den Gesamt-Vertrieb bei Schaub ein. Dabei konnten die jeweiligen Stärken auch zu gemeinsamen Produkten verbunden werden. In der von Schaub als Luxusschrank ausgeführten „Konsolette“ ab 1950, konnte ein Radiogerät mit einem Plattenspieler und einem Drahttongerät zur Aufzeichnung von Musik kombiniert werden. Für Drahttongeräte war C. Lorenz ab Mitte der 1930er Jahre Marktführer gewesen. Deren Technik wurde nach dem Krieg noch einmal für kurze Zeit wiederbelebt, weil sie in der Massenproduktion gut ausgereift war und billiger angeboten werden konnte, als die eigentlich schon seit Jahren verfügbaren Nachfolger, die Tonbandgeräte. Als Weiterentwicklung des bereits 1935 von der AEG vorgestellten Magnetophons waren Tonbandgeräte Mitte der 1950er Jahre zu Preisen zwischen 700 und 1500 DM erhältlich, was bezogen auf das Jahr 1955 heute inflationsbereinigt ca. 2.100 bis 4.600 EUR entspricht.
Kurt Hertenstein verließ Mitte 1954 das Unternehmen, nachdem er ein Angebot der niederländischen Philips erhalten hatte, die Leitung der Deutschen Philips GmbH zu übernehmen. Am 1. Oktober 1954 wurde der Geschäftsbetrieb der G. Schaub Apparatebau als Abteilung in die C. Lorenz AG übernommen.

### Nachfolger

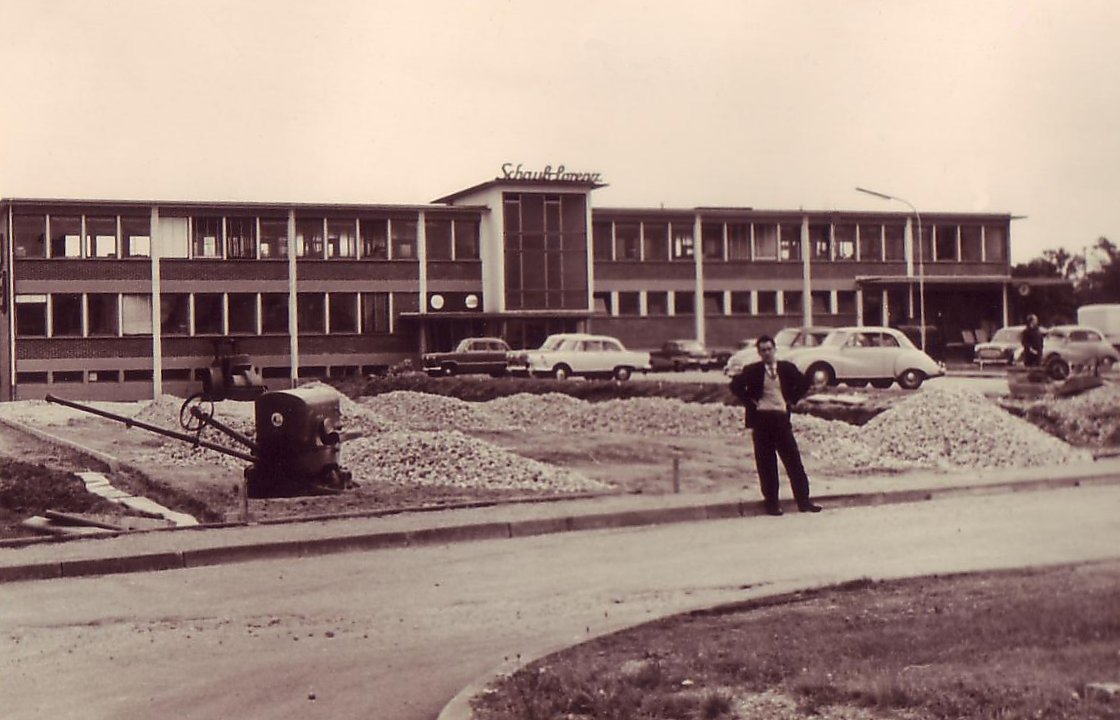
Schaub-Lorenz-Fertigungswerk Rastatt, 1959

Ab 1955 produzierte C. Lorenz Unterhaltungselektronik unter der Marke „Schaub-Lorenz“. Die aus G. Schaub Apparatebau hervorgegangene Abteilung in Pforzheim konnte im Geschäftsjahr 1955 zum sehr guten Ergebnis des Unternehmens beitragen und meldete sowohl eine erhebliche Umsatzsteigerung, als auch eine Verbesserung des Exportanteils auf 20 Prozent.
Im Jahr 1958 fusionierten die ITT-Tochtergesellschaften C. Lorenz AG und Standard Elektrik AG, ein weiteres Unternehmen des ITT-Konzerns mit Schwerpunkt Nachrichtentechnik, zur Standard Elektrik Lorenz AG (SEL) und die Abteilung „Schaub-Apparatebau“ wurde Teil des SEL-Segment „Rundfunk, Fernsehen, Phono“. Zur Entlastung des Standorts Dillweißenstein wurde im Mai 1959 ein neues Fertigungwerk in Rastatt in Betrieb genommen. Bis zu seiner Schließung im Jahr 1978 war Rastatt das zentrale Rundfunkwerk für die Marke Schaub-Lorenz, später auch für die Marke Graetz. Der Traditionsbetrieb Graetz war 1961 auf Betreiben des SEL-Vorstandsvorsitzenden Hermann Abtmeyer mit 13 Produktionsstandorten für den Bau von Fernsehgeräten, Radios, Autoradios, Kassettenrecordern, Weltempfängern und Lautsprecherboxen zum Unternehmensverbund dazugekommen. Im Jahr 1979 erhielt der Bereich als ITT-Audio-Video-Elektronik wieder einen Teil seiner Selbständigkeit zurück. Seine Steuerung wurde auf einen eigenen Hauptsitz in Pforzheim verlegt, auf den der Mutterkonzern ITT auch ohne Umwege über die SEL in Stuttgart direkt Einfluss nehmen konnte. Die enge Verflechtung mit der SEL in der gemeinsamen Entwicklung und dem Bau von Komponenten blieb zwar erhalten, wurde aber zunehmend durch internationale Konzerntöchter und Partnerunternehmen der ITT in Europa und Fernost ergänzt.
Ende 1986 wurde die Standard Elektrik Lorenz mit der französischen Compagnie Générale d'Electricité (CGE) und deren Tochter Alcatel verbunden. Die Ausrichtung der Alcatel allein auf Telekommunikation und die Erkenntnis, bei Unterhaltungselektronik zu klein zu sein, um als Massenhersteller gegen die asiatische Konkurrenz am Weltmarkt bestehen zu können, führte zum Verkauf des Bereichs unter SEL-Vorstand Helmut Lohr im Dezember 1987. Anfang des Jahres 1988 gehörte die Unterhaltungselektronik bereits zu Nokia, firmierte ab 2. Februar 1988 als Nokia-Graetz GmbH und vertrieb noch einige Jahre vor allem Farbfernsehgeräte, Videorecorder und Verstärker unter dem Markennamen „ITT Nokia“, bis der finnische Mutterkonzern das Geschäft aufgab, um sich ganz auf Mobiltelefone zu konzentrieren.
Die spätere Verwendung der Marke, seit einigen Jahren auch in der Schreibweise „SchaubLorenz“, steht nicht mehr in direktem Zusammenhang mit der ehemaligen Produktion. Im Jahr 1999 erwarb die italienische General Trading S.p.A. die Rechte und hat den Namen für importierte Unterhaltungselektronik, aber auch für Klimaanlagen und Haushaltsgeräte wiederbelebt. Seit einigen Jahren ist die Schaub Lorenz International GmbH in Wien Inhaberin der Markenrechte. In Deutschland verwendet heute (Stand: 2016) Peter Kock aus Moers die Marke für den Vertrieb von Haushaltsgeräten über die von ihm gegründete PKM GmbH & Co. KG.